# ハンガリー共和国憲法
ハンガリー共和国憲法（ハンガリーきょうわこくけんぽう、ハンガリー語: Magyar Alkotmány）は、ハンガリーでかつて施行されていた憲法典である。国民議会は、ハンガリー共和国の行政構造および法秩序、国民の基本的人権と債務を定めると規定されている。憲法は国の最上位の法典であり、全ての法律より優先される。憲法の最優先は憲法裁判所によって守られている。
2011年に制定されたハンガリー基本法の施行に伴い、廃止された。

## ハンガリー共和国憲法の制定史
ハンガリーの最初の憲法は1949年第二十号ではなく、1919年に革命理事会によって作られたハンガリー・ソビエト共和国憲法第二十六号である。
第一条は、「ハンガリー・ソビエト共和国の目標は資本主義社会と経済体制の撤廃とともに社会主義体制に社会主義の経済体制を築くことである。その手段は政権を資本主義的搾取者から労働者へ移すことである。立法、執行、裁定は労働者、軍部ならびに農業協同組合で働く民によって行う。」

### 1949年の人民共和国憲法
1949年のハンガリー人民共和国憲法は1949年8月18日に国民議会によって可決され、二日後に施行された。憲法自体はその考案者からブハーリン憲法と命名された1936年のソ連憲法を模範としたもの。
ハンガリー人民共和国憲法はハンガリーの政治体制を人民共和国と定めた。生産機器を公共財産とし、国の政治、社会、経済体制に関してハンガリー人民共和国は労働者並びに農民の国であり、経済活動は人民経済プランによって統制される。人民共和国憲法は幅広い基本的人権を労働者に保障した。
一番重要な記述は国民会議が国民主権に由来した全権限を所有する。また国家元首機能は国民議会から選出された大統領評議会（ハンガリー語: Népköztársaság Elnöki Tanácsa 通称：NET）が有し、憲法改正以外なら国民議会の権限をも有し、議長が実質的な元首の役割を持つ。閣僚評議会は国民議会に対して責を負う。また憲法は裁判官の独立宣言とともに、今まで検察官としての役割しか持たない集権的検察庁の権限を大幅に拡大した。
僅か一年足らずの1950年に、地方自治体に代わって人民共和国憲法によって統一された国家権力の地方機関として地方議会（hu:Tanács）が形成された。

### 人民共和国憲法の改正
憲法は1949年から1989年にかけて何度か改正され、1972年に法律第一番号で改正と共に構造も統一された。新しい憲法は1968年の新経済機構のもとに財政および国有企業に関する法律の策定を定めると同時に、国有財産と協同組合財産とが平等である事も宣言された。ハンガリーが国際連合に加盟したことによって宣戦布告権に関する条項を変更、また人権の尊重も宣言された。これらの他、NETの権限は拡大され、恩赦権および国防会議の招集権が与えられ、憲法裁判所の役割も満たす事となった。
その後の改正は、	
- 1975年に代表機関の委任期間を5年に延長された。
- 1984年に立法の合憲性を見守る、憲法裁判所の前任機関である憲法法会議が設立された。
- 1985年から全国選挙リストから選出された議員の欠員は非公開投票で補充されることになった。
- 1987年には国民議会の立法権限がある場合、NETの立法権限が制限された。

### 1989年の憲法
1989年の民主化とともに憲法の根本的な大改正も行われ、ハンガリーの政体も近代的民主主義に変わった。無論、真新しい憲法を制定するアイディアも出たが、当時の現行法では国民投票が必要とされ、駐留していたソ連軍の影響で失敗する可能性があった。
円卓会議に参加した野党勢力はこの課題を新しく選出される国民議会に任せ、立憲国を創るに必要な最低限の改正しか施さない協定をハンガリー社会主義労働者党と結んだ。しかし実際には、その改正により新しい憲法が生まれた。それにもかかわらず、新憲法の法令番号は1949年の第二十号のままであった。
憲法の改正は1989年10月23日に有効になり、市場経済へ平和的に移行するため、複数政党制・議会制民主主義を成立させた。
1989年の憲法改正の主な特徴
- 直接選挙の導入。
- 民主主義を導入し、政権は国民によって選出された議員が有する。
- 立憲国の旗の下に権力分立と均衡が保障された。
- 人権が保障された（信教、表現、集会・結社、報道の自由）。
- 一党独裁制が廃止され、複数政党制を宣言した（党が国民議会に入れる事、直接公権力を用いられない事、裁判官、検事、憲法裁判官、党の会員は警察および軍の正規メンバーにならない事、党は職場で結社出来ない事）。
- 市場経済の導入。
- 所有権の平等性を導入し、公共財産の優先の廃止、私有財産と公共財産を保障し、強制収用は速やかな弁償の上で公益の為のみ許される。
- 立法機関は国民会議である、また政府の監督権も有すると宣言された。
- 立法、執行両方の権力に影響力を持つ大統領制度の導入。
- 国内法より国際法の優先を宣言した。
- 憲法裁判所の設立。
- オンブズマン制度の導入（行政監察官）。

これらの改正に続き1990年に以下の修正が加えられた。
- 大臣は首相の推薦のもと、大統領が任命する。
- 大統領は国民議会が5年ごとに任命する。
- 首相に対する不信任制度が導入された。
- ハンガリー共和国の国章は冠紋章と宣言された。
- 議員は免責特権が与えられた。
- 自治体制度は再導入され、地方会議員と市長が選出されるようになった。

憲法は、立法または法律の改正の際に投票数が全議員または出席議員の三分の二が必要とされる案件を明記する。憲法の冒頭では本憲法は新憲法が造られるまで有効であると書かれた。しかしこの二十年間のあいだ国民議会は新たな憲法を作ることができなかった。

## ハンガリー共和国憲法の構成
ハンガリー共和国憲法は15章と79条項で形成されている。
1. 総則
2. 国民議会
3. 大統領
4. 憲法裁判所
5. オンブズマンと少数民族オンブズマン
6. 会計監査院とハンガリー国立銀行
7. 政府
8. 国家防衛施設と各治安維持部隊
9. 金融機関監督
10. 国家メディアと情報管理庁
11. 現地自治体
12. 裁判所
13. 検察官
14. 国民の基本的権利と義務
15. 選挙の基本原則
16. ハンガリー共和国の首都及び国の象徴
17. 附則

## ハンガリー共和国憲法の改正に関する法律
憲法の改正及び、その中に示された案件に関する立法には国民議会の三分の二の投票数が必要だ。議員の三分の二の投票数が必要とされる案件は二通りある。全議員の三分の二の投票数が必要とされるものと、出席議員の三分の二の投票数が必要とされる案件である。国際契約でハンガリーの主権の一部を放棄する場合また、ハンガリー共和国の国旗、紋章の使用に関する立法には全議員の三分の二の投票数が必要である。
新憲法の準備に関する法令には議員の五分の四が必要である。

## ハンガリー共和国憲法の改正
ここ数年欧州連合（EU）と北大西洋条約機構（NATO）に加盟するために憲法は何回も改定された。これらの改正の際、多くの条項が変更され、削除された。主に政治的な理由で新憲法の作成は何回も催促された結果、2011年に国民議会は本格的に新憲法の作成に取り組んだ。
2012年より、ハンガリー共和国憲法に替わり、ハンガリー基本法が施行されている。